# Биатлон на Зимским олимпијским играма 2014 — штафета за мушкарце
Такмичење штафета у мушкој конкуренцији на Зимским олимпијским играма 2014. у Сочију одржаће се на комплексу за скијашко трчање и биатлон Лаура у Красној Пољани, Краснодарском крај 60 km удаљоној од Сочија 22. фебруара, 2014. са почетком у 18:30 часова по локалном времену.

## Правила такмичења
Екипа се стастоји од 4 биатлонца, од којих сваки трчи 7,5 km, са два гађања; једно у лежећем и једно у стојећем ставу. За свако гађање (5 мета) такмичар има 8 метака, од којих 5 иду у шаржер, а преостала три (уколико буду потребни) морају се ручно напунити. Уколико и после испуцаних 8 метака, има непогођених мета, трчи се казнени круг од по 150 м за сваки промашај. Први тркачи свих екипа крећу у исто време, а сваки следећи, зависно од тога којим редом његов претходник из тима стигне на место предаје штафета. Предаја се врши додиривањем, на било ком месту на телу, у „зони“ предаје дугој 50 m. Предају надгледају посебне судије. Прво гађање, првог такмичара је на мети која одговара стартном броју штафете, а друго по редоследу стизања на гађање.

## Земље учеснице
Учествало је 76 такмичара из 19 земаља.
1. Аустрија 4
2. Белорусија 4
3. Бугарска 4
4. Канада 4
5. Чешка 4
6. Естонија 4
7. Француска 4
8. Немачка 4
9. Италија 4
10. Казахстан 4
11. Норвешка 4
12. Пољска 4
13. Русија 4
14. Словачка 4
15. Словенија 4
16. Шведска 4
17. Швајцарска 4
18. Украјина 4
19. Сједињене Америчке Државе 4

## Резултати
| Пласман | Ст. бр | Држава                                                                                 | Време                                     | Промашаји (Л+С)                         | Заостатак |
| ------- | ------ | -------------------------------------------------------------------------------------- | ----------------------------------------- | --------------------------------------- | --------- |
|         | 4      | Русија · Алексеј Волков · Јевгениј Устјугов · Дмитриј Малишко · Антон Шипулин          | 1:12:15,9 17:19,5 18:15,9 18:04,8 18:35,7 | 0+4 0+4 0+1 0+1 0+1 0+2 0+0 0+1 0+2 0+0 | —         |
|         | 1      | Немачка · Ерик Лесер · Данијел Бем · Арнд Пајфер · Симон Шемп                          | 1:12:19,4 17:13,7 18:17,4 17:54,5 18:53,8 | 0+1 0+1 0+0 0+0 0+0 0+1 0+0 0+0 0+1 0+0 | +3,5      |
|         | 3      | Аустрија · Кристоф Зуман · Данијел Мезотич · Симон Едер · Доминик Ландертингер         | 1:12:45,7 17:26,7 18:11,4 18:04,1 19:03,5 | 0+4 0+3 0+1 0+0 0+2 0+0 0+0 0+2 0+1 0+1 | +29,8     |
| 4.      | 5      | Норвешка · Тарјеј Бе · Јоханес Тингнес Бе · Оле Ејнар Бјерндален · Емил Хегле Свендсен | 1:13:10,3 17:03,4 18:07,6 18:12,6 19:46,7 | 0+2 1+3 0+0 0+0 0+1 0+0 0+0 0+0 0+1 1+3 | +54,4     |
| 5.      | 16     | Италија · Кристијан де Лоренци · Доминик Виндиш · Маркус Виндиш · Лукас Хофер          | 1:13:15,5 17:36,0 18:01,4 18:54,2 18:43,9 | 0+4 0+7 0+0 0+2 0+2 0+1 0+2 0+2 0+0 0+2 | +59,6     |
| 6.      | 9      | Словенија · Петер Докл · Јаков Фак · Клемен Бауер · Јанез Марич                        | 1:13:43,1 18:04,4 17:33,3 18:03,9 20:01,5 | 0+1 0+4 0+0 0+0 0+1 0+1 0+0 0+3         | +1:27,2   |
| 7.      | 12     | Канада · Жан-Филип Леглек · Скот Пера · Брендан Грин · Нејтан Смит                     | 1:13:46,2 17:47,2 18:04,3 18:24,4 19:30,3 | 0+4 1+6 0+0 1+3 0+1 0+0 0+1 0+1 0+2 0+2 | +1:30,3   |
| 8.      | 6      | Француска · Алексис Беф · Жан Гијом Беатрикс · Simon Desthieux · Мартен Фуркад         | 1:13:46,4 17:35,4 18:13,0 18:42,9 19:15,1 | 0+3 0+4 0+0 0+0 0+1 0+2 0+0 0+2 0+2 0+0 | +1:30,5   |
| 9.      | 10     | Украјина · Дмитро Придручњи · Андриј Дериземља · Артем Прима · Сергиј Семенов          | 1:14:21,1 17:35,4 18:17,4 18:59,9 19:28,4 | 0+6 0+1 0+2 0+0 0+2 0+1 0+1 0+0 0+1 0+0 | +2:05,2   |
| 10.     | 2      | Шведска · Тобијас Арвидсон · Бјерн Фери · Фредерик Линдстрем · Карл Јохан Бергман      | 1:14:32,0 18:02,6 18:18,2 18:52,9 19:18,3 | 0+4 0+1 0+0 0+0 0+3 0+0 0+1 0+1         | +2:16,1   |
| 11.     | 7      | Чешка · Михал Крчмар · Јарослав Соукуп · Tomáš Krupčík · Ондреј Моравец                | 1:15:11,9 17:37,1 18:14,8 19:54,3 19:25,7 | 0+3 0+2 0+0 0+0 0+1 0+1 0+2 0+1 0+0 0+0 | +2:56,0   |
| 12.     | 11     | Словачка · Павол Хурајт · Tomas Hasilla · Мирослав Матијашко · Матеј Казар             | 1:15:23,8 17:33,4 18:37,8 19:21,0 19:51,6 | 0+3 1+6 0+0 0+0 0+0 0+2 0+1 0+1 0+2 1+3 | +3:07,9   |
| 13.     | 17     | Белорусија · Сергеј Новиков · Владимир Чепелин · Јуриј Љадов · Јевгениј Абраменко      | 1:16:02,3 18:21,3 18:52,2 19:01,8 19:47,0 | 0+1 0+4 0+0 0+1 0+1 0+0 0+0 0+1 0+0 0+2 | +3:46,4   |
| 14.     | 8      | Швајцарска · Клаудио Бекли · Иван Јолер · Серафин Вистнер · Бенјамин Вегер             | 1:16:15,8 18:28,3 19:11,6 18:50,0 19:45,9 | 0+3 0+7 0+0 0+3 0+3 0+0 0+1 0+1         | +3:59,9   |
| 15.     | 13     | Бугарска · Michail Kletcherov · Иван Златев · Владимир Илијев · Красимир Анев          | 1:17:39,1 17:20,7 20:11,3 19:37,3 20:29,8 | 3+8 0+4 0+0 0+0 3+3 0+2 0+3 0+0 0+2 0+2 | +5:23,2   |
| 16.     | 18     | Сједињене Америчке Државе · Лоуел Бејли · Расел Куријер · Sean Doherty · Лејф Нордгрен | 1:17:39,1 17:20,7 20:11,3 19:37,3 20:29,8 | 3+8 0+4 0+0 0+0 3+3 0+2 0+3 0+0 0+2 0+2 | +5:23,2   |
| 17.     | 14     | Естонија · Данил Степченко · Kalev Ermits · Kauri Kõiv · Роланд Лесинг                 | Круг 18:05,5 20:08,4 19:31,2 Круг*        | 2+7 1+5 0+1 0+0 0+0 1+3 1+3 0+0 1+3 0+2 |           |
| 18.     | 15     | Казахстан · Антон Пантов · Срегеј Наумик · Александар Трифонов · Дијас Кенешев         | Круг 18:13,3 19:18,0 20:02,4 Круг         | 0+4 0+6 0+0 0+3 0+3 0+1 0+0 0+0 0+1 0+2 |           |
| 19.     | 19     | Пољска · Кшиштоф Пливачик · Лукаш Шчурек · Лукаш Слоњина · Rafał Lepel                 | Круг 17:53,7 21:29,1 20:57,5 Круг         | 1+7 1+5 0+0 0+0 1+3 1+3 0+2 0+0 0+2 0+2 |           |

- Круг = Такмичар престигнут за цео круг и нема резултат.